# Устрелина
Устрелина, стрелна рана (лат. vulnus sclopetarium) је рана која захвата кожу слузокожу и дубље слојеве ткива у различитом степену а нанесена је дејством пројектила испаљених из ручног ватреног оружја или експлозивних парчади. У устрелине у ширем смислу убрајају се и ране настале приликом разних врста експлозија. Настанак устрелине објашњава се дејством велике кинетичке енергије пројектила који разара ткиво помоћу компримираног ваздуха испред себе и вакуума који следи након продора пројектила у ткиво. Устрелине су различитог облика, од тачкастог до звездастог, различите величине и дубине продирања у тело. Њихов изглед зависи од врсте оружја, врсте барута, облика састава и величине пројектила или експлозивних парчади, одстојања са кога је хитац испаљен, правца опаљења, брзине пројектила у моменту продирања у тело и врсте погођеног ткива.. 

## Епидемиологија
Стрелне ране су водећи узрок повреда у Свету. Само у САД:
- Дневно око 300 људи доживи устрелину, а од овог броја 10 до 30% повређених ће умрети, што спада у највећу смртност на глобалном нивоу.
- Као последица напада ватреним оружјем настаје 63% устрелина, 23% након несрећа а 8,3% у покушају самоубиства.
- Највећи број смртних устрелина нанет је пројектилом из пиштоља.
- Стрелне ране нанета ватреним оружјем су други узрок смрти код деце. Код око 5.730 случајева устрељене деце годишње, у 53% случајева смрт је последица убиства у 38% самоубистава, у 6% неправилног руковања оружјем, а у 3% последица правне интервенције или непознатог узрока.[5]

## Етиологија
Као могући етиолошки фактори за настајања устрелина наводе се:;
- пројектили (мале и велике кинетичке енергије) из стандардног и малокалибарског оружја
- пројектили из импровизовано оружје и других експлозивних направа
- фрагменти минско експлозивних средстава (мине, касетна бомба итд).

### Пројектили
Код ручног ватреног оружја повреде изазива искључиво пројектил, док су сви остали чиниоци узгредни. Првобитни пројектил у виду куглице кроз вишевековну историју развоја ватреног оружја мењао је, у циљу постизања најефикаснијег дејства, и свој облик и свој састав. Сви данашњи јединачни пројектили имају ваљчаст облик са заобљеним куполастим или зашиљеним врхом.
Поред различитог облика, а у зависности од врсте оружја, различит је састав пројектила. Пројектили за револвере сачињени су од меканог олова или олова очврслог с мало антимона или калаја. Ови пројектили се лако деформишу и распарчавају. Пројектили за пиштољ и пушке имају средину од олова које је покривено кошуљицом од бакра, никла, челика или легура бакра са никлом и бакра са цинком.
Постоје и специјалне врсте пројектила, дум-дум-пројектили. Овим пројектилима недостаје кошуљица на врху, или на њима постоје уздужни засеци, или им је врх издубљен, услед чега се овај пројектил у контакту са ткивима тела деформише и распарчава, наносећи устрељеној особи теже повреде у односу на друге пројектиле.
Постоје и прави експлозивни пројектили који садрже експлозивна средства, чије се дејство испољава након поготка. Такозвани обележавајући пројектили садрже баријум-хидроксид који ствара пламен. У запаљивим пројектилима се налази бели фосфор.
Пројектили за ловачке пушке садрже оловну сачму различите величине.
| Пушчана муниција | Зрна | Ловачка сачма | Фрагменти експоз. средстава |  |
| ---------------- | ---- | ------------- | --------------------------- |  |
|                  |      |               |                             |  |

## Врсте ватреног (устрелног) оружја
Ватрено оружје је опасно оруђе или друго средство подобно да тело тешко повреди или здравље тешко наруши стварањем експлозивних гасова који један или више пројектила избацују из цеви. Принцип дејства је код свих ручних ватрених оружја исти. Чахура метка је напуњена барутом, који се пали помоћу запаљиве смеше у каписли. Услед сагоревања барута настају висока температура и гасови који се шире и развијају висок притисак, потискујући пројектил (зрно) да се креће мањом или већом брзином.

### Ватрено (устрелно) оружје
То је ручно ватрено оружје, којим се може руковати једном или обема рукама. Дели се према дужини и изгледу цеви. 
Према дужини цеви; ручно ватрено оружје се дали на; кратко (са кратком цеви) - пиштољ, револвер аутоматски пиштољ, спортски пиштољ, „кратеж“, аутомат и дугачко (са дугом цеви) - војничка пушка, ловачка пушка, карабин итд.
Према изгледу зида цеви; ручно ватрено оружје се дели на; спирално ижлебљеном цеви - пиштољ, пушка и ручно ватрено оружје са глатком цеви - ловачка пушка, кратеж. Цев свих модерних оружја осим ловачког и импровизованог је спирално изолучено. У зависности од врсте оружја ових жлебова може бити од 4 до 7. Њихово савијање може ићи на леву или десну страну.

### Друга средства подобна да тело тешко повреде
У ова средства спадају експлозивна оружја и минско експлозивне направе (мине, ручне бомбе, касетне бомбе, импровизоване направе итд) која стрелне ране наносе дејством фрагмената (парчади). Зато се савремена експлозивна оружја конструишу тако, да фрагментирају у велики број малих парчади. У овој технологији најдаље се отишло у конструисању тзв., касетних бомби. 
Ова средства често изазивају и карактеристичан тзв., минско - бластни ефекат, који настаје дејством „ударног таласа“ који се преноси ваздухом, водом и чврстом подлогом (солид бласт).

## Видови дејстава пројектила
Према Попову пројектили испољавају четири вида дејстава на тело када се њихова кинетичка енергија претвори у рад:
Пробојно дејство
То је дејство пројектила које настаје када је енергија пројектила велика. Услед пробојног дејства делићи ткива на који пројектил наилази бива избијен и потпуно уништен, тако да на том месту повреде заостане рупаст дефект.
Дејство у виду клина
Клинаста промена настаје када је енергија пројектила смањена. Тада ткива бивају једноставно размакнута или расцепљена.
Дејство у виду удара
Ако је енергија пројектила толико мала да не може да савлада отпор ткива, он делује у виду удара, као тупина замахнутог механичког оруђа. 
Разорно дејство
Ово је најтежи облик дејства ватреног оружја који настаје од:
- пројектила велике кинетичке енергије,
- током дејства пројектила у коме долази до изражаја његова хидродинамика,
- код оштећене кошуљице и деформисаног пројектила
- код извртања пројектила.

## Механизам настанка устрелне ране
Проласком кроз ткиво, пројектил преноси део своје кинетичке енергије на околину. Ударни талас,
генерисан кинетичком енергијом, одбацује ткива у свим правцима око пројектила. На овај начин настаје тзв., „привремена шупљина“ устрелине. Она код пројектила велике кинетичке енергије може бити и 30 до 40 пута већа од њега. У шупљини се ствара позитиван ваздушни притисак који достиже и до 100 атмосфера. Време трајања шупљине је неколико милисекунди. Због цикличног трансфера кинетичке енергије на околна ткива једна од особина ове шупљине су и њене пулсације. Постепеним губитком кинетичке енергије зрна долази и до постепеног престајања пулсација. Значај пулсација „привремене шупљине“ је што наизменичним променама позитивног и негативног притиска у њој долази до усисавања ваздуха и околног страног материјала у рану. Овим се и објашњава примарна контаминација устрелних рана полиморфном флором. Ово и чини суштинску разлику у начину контаминације између стрелних повреда и мирнодопских отворених повреда или прелома. Овакав начин контаминације полиморфном флором је од есенцијалног утицаја на основне принципе хируршког лечења. На степен коштаних и мекоткивних деструкције и карактеристике устрелине утичу: 
(1.) Балистичке карактеристике пројектила
(2.) Карактеристике повређеног ткива
(3.) Раздаљине између ватреног оружја и тела

### 1. Балистичке карактеристике пројектила
На степен коштаних и мекоткивних деструкције и карактеристике устрелина утичу следеће балистичке карактеристике:
(1.1.) Кинетичка енергија пројектила
(1.2.) Врста оружја или експлозивне направе
1.1. Кинетичка енергија пројектила
Ефекти дејства пројектила на ткива и обим разарања првенствено зависе од величине његове кинетичке енергије, дужине и облика путање зрна, облика и стабилности зрна, упадног угла и удаљености тела од оружја. Основни фактор који утиче на квантитет и квалитет обима разарања живих ткива је кинетичка енергија зрна. Велика кинетичка енергија омогућава пројектилу не само да се пробија на путу напред већ и да протреса ткиво и околину. Она се са практичног аспекта изражава брзину пројектила израженом бројем метара у секунди. Сви пројектили са брзином већом од 750 до 800 м/сек. имају велику кинетичку енергију. Ефекат дејства пројектила на ткиво зависи од количине енергије која се у моменту продирања пројектила предаје ткивима. Количина те енергије директно је пропорционална маси пројектила и квадрату брзине (m v2). 
Ротација пројектила велике кинетичке енергије повећава његово трење при пролазу кроз ткива, при чему ткива бивају ишчупана и понета до извесне даљине. Оваквим начинима деловања ткива се се озлеђују на већем простору од величине самог пројектила.
1.2. Врсте оружја или експлозивних направа
Дугогодишња пракса је показала да устрелине настале пројектилима велике кинетичке енергије представљају специфичну патолошко морфолошку структуру. Са аспекта морфологије стрелног канала и делом начина лечења, разликују се од рана насталих пројектилима мале кинетичке енергије. Велику кинетичку енергију имају пројектили из савремених аутоматских пушака, митраљеза и слично, док малу кинетичку енергију имају зрна из револвера, пиштоља, класичних аутомата те делом из карабина. Јасна и егзактна граница између ефеката овог оружја не постоји. Врло често, ако се ради о повређивању из апсолутне или релативне близине, пројектили мале кинетичке енергије могу дати исти ефекат као пројектили велике кинетичке енергије. 
Метак из ловачког оружја која се пуни сачмом од олова различите величине, наноси устрелине које имају нешто другојачије карактеристике. Сачма по изласку из оружја иде у маси све до растојања од 270 см а онда се расипа, тако да се на телу повређене особе може наћи већи број улазних отвора са већим бројем стрелних канала. Тако се на на растојању 4,5 од отружја налази велики број улазних отвора распоређених на простору пречника 25 до 29 см, на 9 метара 40 до 50 см, а на 18 метара 75 см. Све наведене вредности су просечне, и зависе од модела оружја. Ране од ловачких пушака имају карактеристичне устрелине. У просторима рана се често налазе делови пуњења чауре (чеп, филц, картон итд) 
Фрагменти експлозивних средстава (мине, ручне бомбе, касетне бомбе итд) имају велику кинетичку енергију у близини места експлозије и могу нанети различите врсте повреда поред устрелина (бласт повреде, опекотине од пламена и корозивних хемикалија-изједине, и тровања гасовима). Устрелина фрагментима у принципу настаје од ситних металних и чврстих фрагмената. Почетна брзина ових фрагманта може бити и до 3.000 м/сек. Са квадратом растојања, њихова кинетичка енергија нагло пада.
| Устрелина колена нанета сачмом | Устрелина грудног коша са зрном у срцу | Устрелина рамена нанета сачмом |
| ------------------------------ | -------------------------------------- | ------------------------------ |
|                                |                                        |                                |

### 2. Карактеристике повређеног ткива
На степен коштаних и мекоткивних деструкције и карактеристике устрелине утичу следеће карактеристике повређеног ткива;
Отпорност ткива на удар кинетичке енергије пројектила зависи од количине течности у ткивима, његове хистолошке грађе, односно од њихове специфичне тежине. Код ткива са већом специфичном тежином присутно је и теже разарање. Зато најтеже страдају коштано ткиво, мишићно ткиво и паренхиматозни органи. Супротно овоме, плућно ткиво и серозне опне су изложени мањим разарањима због велике еластичности, присуства ваздуха и мање специфичне тежине. У овим ткивима апсорбује се мања количина кинетичке енергије пројектила па је и привремена шупљина устрелине мања. 
Функционални моменат ткива (нпр. мишић у контракцији трпи већа разарања од мишића у релаксацији).

### 3. Раздаљине између ватреног оружја и тела
Према томе колика је раздаљина између уста цеви ватреног оружја и устрељеног дела тела зависиће да ли је устрелина производ само дејства пробојне снаге пројектила или је производ истовременог дејства са барутном експлозијом разликујемо:
Устрелине из даљине
Ове устрелине, су искључиво нанесене дејством пројектила односно његовом пробојном снагом. Устрелина из даљине нанесене су на растојању; за пиштоље од 15 до 20 см, револвере од 50 до 60 см и пушке на растојању већем од 100-150 см. 
Устрелине из близине
Устрелине из близине су такве устрелине које су резултат пробојне снаге пројектила и барутне експлозије. Опаљења метка је сложен термо-гасно-динамички процес, при чему се енергија барута претвара у топлотну, а затим у кинетичку енергију. деле се на устрелине из непосредне (апсолутне) близине и устрелине из посредне (релативне) близине. 
Дејство барута
После експлозије један део барутних зрнаца (10%), делимично сагори или не сагори, па она под притиском гасова добијају кинетичку енергију и на одређеном растојању могу да пробију наткожицу и кожицу и да уђу у почетни део стрелног канала. Барутни зрнца се налазе код испаљења из пиштоља и револвера на растојању од 25 до 40 см, а пушке од 1 до 1,5 метар. Облик наслаганих или утиснутих барутних зрнаца у кожи може бити кружан или овалан, већ према томе, да ли је испаљивање вршено под правим углом, накосо или под оштрим углом.

## Карактеристике устрелина нанетих ватреним оружјем
У највећем броју случајева устрелине су отворене. Оне обухватају повреде меких ткива, унутрашњих органа и повреде са преломима костију. Уобичајено је да се ови преломи називају »стрелни преломима«. 
У односу на положај пројектила приликом продирања кроз ткива, устрелине могу бити тангенцијалне, устрелне и прострелне. За ове последње, карактеристичан је улазни и излазни отвор са стрелним каналом. Он није увек праволинијски, већ је често неправилан, због промене правца пројектила и дејства секундарних пројектила.
Код устрелних рана сва количина енергије се троши на стварање привремене шупљине, док је код прострелних рана количина енергије која се предаје ткивима једнака разлици енергије коју пројектил има при улазу и излазу из ткива.

## Карактеристике устрелина нанетих фрагментима
За устрелине настале фрагментима минско експлозивних средстава карактеристичан је и тзв., минско -
бластни ефекат, настао дејством „ударног таласа“. Он се преноси ваздухом, водом и чврстом подлогом (солид бласт). Савремена експлозивна оружја конструишу се тако, да фрагментирају у велики број
малих парчади. У овој технологији најдаље се отишло у конструисању тзв., касетних бомби. 
Устрелине нанесене експлозивним средствима често се карактеришу трауматским ампутацијама, конквасацијом, мултипле и комбиноване повреде. 
Постоје изражене морфолошке карактеристике између стрелних канала повреда нанесених зрнима и фрагментима минскоексплозивних средстава. Ове устрелине се одликују великим дефектима коже и поткожног ткива, раскидима мишића и неправилним дубоким џеповима који садрже секундарне пројектиле. У односу на повреде настале зрнима, ове су ране чешће устрелног типа са пратећим повредама великих крвних судова и живаца. Ови услови представљају веома погодну средину за развој инфекција и то у првом реду анаеробних.

## Патофизиолошке промене у устрелини
Од момента настанка па до зарастања устрелна рана доживљава морфолошку еволуцију, која пролази
кроз следеће фазе:
Фаза демаркације
Током фазе демаркације некротично ткиво подлеже ферментативној аутолизе. Распадни продукти изазивају већу пропустљивост капилара, плазмореју у интерцелуларни простор са таложењем фибрина. Клинички се то испољава серозном секрецијом из устрелине и отоком околине, уз демаркационо гнојење.
Фаза гранулације
У фази гранулације, у демаркационој зони буја младо гранулационо ткиво. 
Фаза епителизације
Младо гранулационо ткиво, које је формирано у претходној фази у фази епитализације започиње кретањем мањих група ћелија герминативног епитела које се активно деле све док не покрију дермалну површину устрелине епителом из околине. Гранулационо ткиво се све више покрива митотичком активношћу епитела, све док се две ћелије са супротних крајева не додирну. Дубљи слојеви гранулација у овој фази претварају се у »рани ожиљак« карактеристичан по добро васкуларизована ткива.
Фаза цикатризације
Током фазе цикатризације »рани ожиљак« губи крвне судове и прелази у »дефинитивни ожиљак« карактеристичан по бледом, беличастом, фиброзном изгледу. Код малих устрелних рана ожиљак се може формирати већ за десетак дана, а код средње великих просечно за око четири недеље. Да би ожиљак постао беличаст потребно је више недеља па и месеци, под условом да нису настале компликације (инфекција, активација хроничних болести, гладовање итд)

### Галерија устрелина
- Прострелна рана бутине
- Вађење пројектила из устрелине
- Устрелина у пределу трбуха
- Руптура поглавине настала дејством пројектила
- Устрелина ноге са бласт повредом
- Сонде за устрелине од метака